# Ernst Nathorst-Böös
Ernst Christian Nathorst-Böös, född 3 juli 1918 i Svea livgardes församling i Stockholm, död 10 oktober 1988 i Oscars församling i Stockholm, var en svensk jurist och numismatiker. 
Nathorst-Böös var son till advokaten Ernst Nathorst-Böös och Anne Jörgensen. Efter studentexamen 1938 gick han i faderns fotspår och blev juris kandidat 1942. Sedan följde tingstjänstgöring i Hedemora domsaga 1942–1945 varefter han blev biträdande jurist hos advokatfirman C Uggla i Stockholm 1945.
Han drev en egen advokatbyrå i Stockholm 1949–1964 och var senare verksam vid Kungliga Myntkabinettet, bland annat som dess förste antikvarie 1981–1984. Han var från 1957 medarbetare i Svenska Dagbladet. Han använde signaturen Méchant.
Han blev känd för svenska folket 1958 då han vann Kvitt eller dubbelt eller 10 000-kronorsfrågan i ämnet Svenska mynt.
Han var styrelseledamot i ett flertal bolagsstyrelser samt i Tessinsällskapet från 1960, ledamot Svenska slöjdföreningens facksektions nämnd 1959, föreningen Svensk hemslöjd 1961, juridisk rådgivare åt KRO med flera konstnärsorganisationer. Han var också författare till publikationerna Hedemora teaters historia (1946), Om ost (tillsammans med Stig Wilton 1959), Om mynt och medaljer (tillsammans med Lars Lagerqvist 1960) och Att samla numismatika (1960).
Ernst Nathorst-Böös var 1945–1972 gift med skådespelerskan Barbro Hiort af Ornäs (1921–2015) och fick barnen Jörgen (född 1947), Thomas (född 1951) och Ernst (född 1960). Därefter var han från 1973 gift med Bojana Hedén (född 1927), dotter till professor Stanko Miholic och Margit, ogift Wohlfahrt.
Han är gravsatt i minneslunden på Hedemora kyrkogård.

## Filmografi (urval)
- 1978 – Peters baby (TV-serie)